# Dekina
Dekina es una localidad del estado de Kogi, en Nigeria, con una población estimada en marzo de 2016 de 352 300 habitantes.
Dekina es un deporte que se practica en una acampada con tus amigos